# Mali Banovac
Mali Banovac falu Horvátországban Pozsega-Szlavónia megyében. Közigazgatásilag Pakráchoz tartozik.

## Fekvése
Pozsegától légvonalban 44, közúton 56 km-re, községközpontjától légvonalban 5, közúton 6 km-re északnyugatra, Nyugat-Szlavóniában fekszik. Nyugatról Toranj, délről Batinjani, északról és keletről Veliki Banovac határolja.

## Története
A település a 20. század első felében keletkezett Banovac déli településrészén. Lakosságát 1931-ben számlálták meg először önállóan, akkor 99-en lakták. Banovac 1948-ig egységes település volt, az 1953-as népszámláláskor azonban Mali Banovac már önálló településként szerepel, míg a régi Banovac falu a Veliki Banovac nevet kapta. 1991-ben lakosságának 48%-a horvát, 39%-a olasz, 10%-a cseh nemzetiségű volt. 2011-ben 13 lakosa volt.

## Lakossága
| Lakosság változása | Lakosság változása | Lakosság változása | Lakosság változása | Lakosság változása | Lakosság változása | Lakosság változása | Lakosság változása | Lakosság változása | Lakosság változása | Lakosság változása | Lakosság változása | Lakosság változása | Lakosság változása | Lakosság változása | Lakosság változása |
| ------------------ | ------------------ | ------------------ | ------------------ | ------------------ | ------------------ | ------------------ | ------------------ | ------------------ | ------------------ | ------------------ | ------------------ | ------------------ | ------------------ | ------------------ | ------------------ |
| 1857               | 1869               | 1880               | 1890               | 1900               | 1910               | 1921               | 1931               | 1948               | 1953               | 1961               | 1971               | 1981               | 1991               | 2001               | 2011               |
| 0                  | 0                  | 0                  | 0                  | 0                  | 0                  | 0                  | 99                 | 91                 | 90                 | 64                 | 100                | 39                 | 31                 | 22                 | 13                 |

(1948-ig településrészként, 1953-tól őnálló településként.)